# Sitio de Lisboa (1384)
El sitio de Lisboa de 1384, que se prolongó durante varios meses y finalizó el 3 de septiembre de 1384 sin haber conseguido la conquista de la ciudad de Lisboa, fue uno de los hechos de armas más destacados de la Crisis de 1383-1385 en Portugal, que enfrentó al rey Juan I de Castilla, cuyas tropas asediaron la ciudad, con el maestre de Avis, que llegaría a reinar como Juan I de Portugal y cuyos partidarios se hicieron fuertes en Lisboa y resistieron con éxito los ataques de las tropas castellanas.
El asedio supuso un grave desastre para el reino de Castilla, y Luis Suárez Fernández aseguró que «la mitad» del ejército sitiador pereció durante el asedio a causa de la peste, que diezmó las filas castellanas.

## Antecedentes
El 22 de octubre de 1383 falleció el rey Fernando I de Portugal, y en la noche del día de su muerte su viuda, la reina Leonor Téllez de Meneses, que contaba curiosamente, como señaló Luis Suárez Fernández, con el apoyo de numerosos antiguos partidarios del rey Pedro I de Castilla, como el conde Juan Fernández de Andeiro, Fernando Alfonso de Valencia, Juan Alfonso de Baeza o el obispo de Lisboa, comenzó a desempeñar la Regencia de Portugal. Sin embargo, la reina viuda, y valiéndose del Consejo Real, comenzó a despachar documentos en nombre propio y sin ni siquiera «mencionar» en los mismos, como indicó Suárez Fernández, el nombre de su hija Beatriz, que era la legítima reina de Portugal y estaba casada con Juan I de Castilla. Y «precisamente» fue el maestre de Avis, que poco después reclamaría el trono de Portugal y llegaría a reinar allí como Juan I, el que solicitó a Juan I de Castilla que acudiera rápidamente a Portugal para «hacer valer» los derechos de su esposa Beatriz como legítima reina de ese país.
Juan I de Castilla reclamó los derechos de su esposa, la reina Beatriz, en contra de los deseos de la mayoría de los portugueses, y se autoproclamó rey de ese país, lo que provocó una auténtica guerra civil entre los portugueses. Las tropas castellanas comenzaron a asediar en marzo de 1384 la ciudad portuguesa de Coímbra, que era defendida por Gonzalo Téllez, el hermano de la reina Leonor Téllez de Meneses. Y hay constancia de que el conde Pedro Enríquez de Castilla, que era nieto de Alfonso XI de Castilla, y sus dos hermanos, llamados ambos Alfonso Enríquez, formaban parte del séquito de Juan I de Castilla.

## El sitio de Lisboa
En febrero de 1384, como señaló Suárez Fernández, Pedro Fernández Cabeza de Vaca, que era el maestre de la Orden de Santiago, fue puesto al frente, junto con el camarero mayor del rey, Pedro Fernández de Velasco, del ejército compuesto por 1000 hombres de armas que debían acampar en la localidad portuguesa de Loures para asegurar la resistencia de todas las guarniciones leales a Castilla que se hallaban cerca de Lisboa, y Ayala Martínez señaló que el papel del maestre de la Orden de Santiago en el asedio de Lisboa, donde perdería la vida, fue muy relevante. Además, Rades y Andrada señaló que Pedro Fernández Cabeza de Vaca y sus tropas permanecieron seis semanas en Loures aguardando a que los defensores de Lisboa o los partidarios del maestre de Avis les atacasen, aunque no llegó a entablarse ninguna batalla entre ellos.

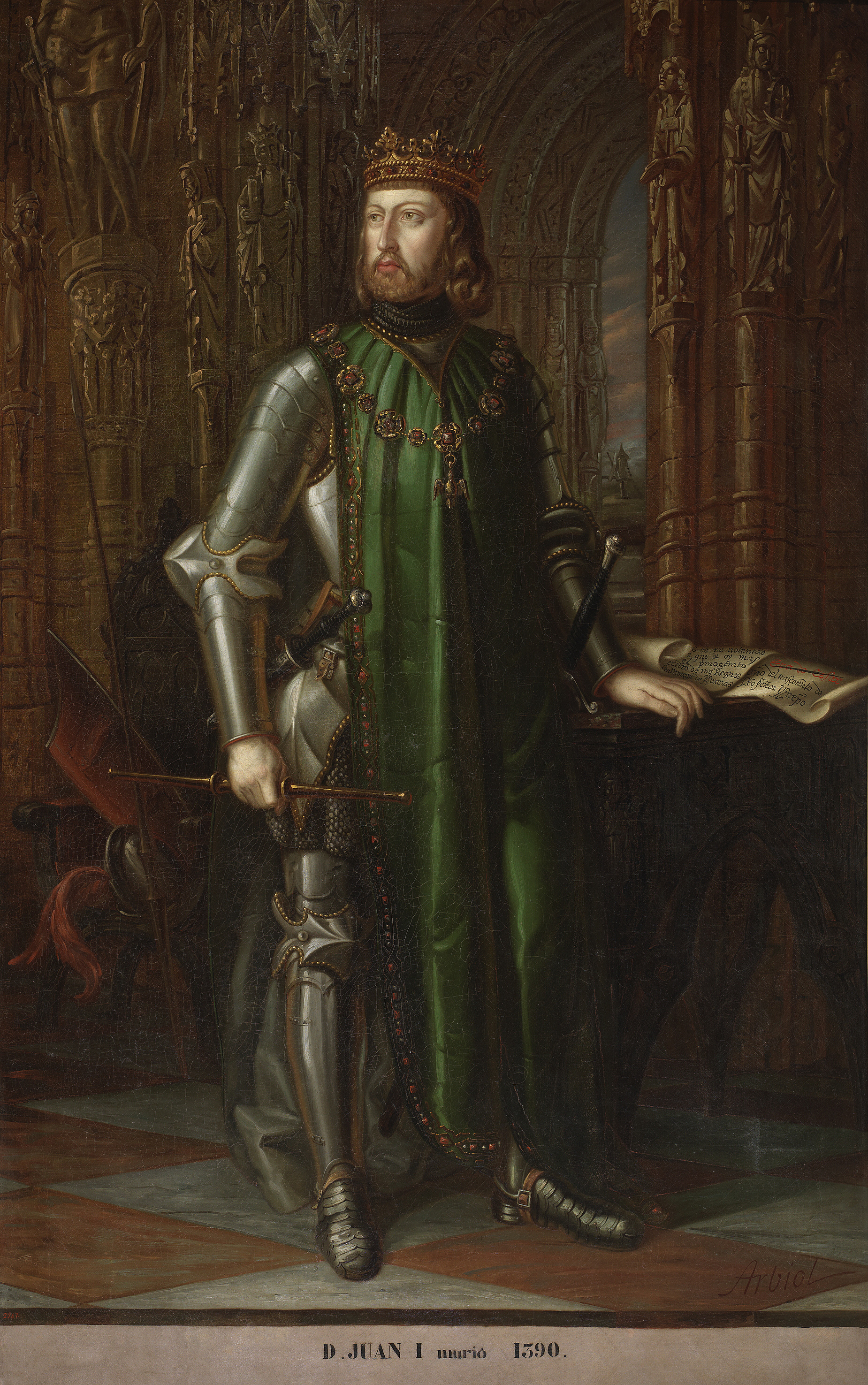
Retrato imaginario de Juan I de Castilla. Vicente Arbiol y Rodríguez. 1848. (Congreso de los Diputados de España).

El 10 de marzo de 1384 las tropas castellanas levantaron el asedio de Coímbra y se dirigieron a Lisboa, y al mismo tiempo el maestre de Avis envió dos representantes a Londres, entre los que figuraba el comendador mayor de la Orden de Santiago en Portugal, Fernando Alfonso de Alburquerque, a fin de convencer a los ingleses y sobre todo al duque de Lancaster, Juan de Gante, de que era un buen momento para reclamar el trono castellano, al que este último aspiraba por estar casado con Constanza de Castilla, hija del rey Pedro I. Y Suárez Fernández señaló que aunque la propuesta del maestre fue bien acogida por los ingleses, no resultó fácil persuadir de ello a los miembros de la Cámara de los Comunes.
El maestre de Avis se instaló en el castillo de Crato, y Nuno Álvares Pereira se hizo fuerte fundamentalmente en Évora y Oporto y contaba con una pequeña flota con la que podría aprovisionar a los defensores de Lisboa. Y como Juan I de Castilla no deseaba prescindir de ninguno de los hombres que asediaban Lisboa, encomendó al maestre de la Orden de Alcántara y a Juan Alonso Pérez de Guzmán, conde de Niebla, que hicieran frente a Nuno Álvares Pereira y aseguraran firmemente el control sobre ese territorio.
Los castellanos intentaron apoderarse de una fortaleza conocida como «Fronteira», pero Nuno Álvares Pereira, acudió con sus tropas y derrotó a los castellanos en unos atoleiros o colinas cercanas a la fortaleza, ya que a pesar de la inferioridad numérica de los portugueses su conocimiento del terreno era muy superior al de sus adversarios. Y el rey Juan I de Castilla, que se resistía a distraer fuerzas del asedio de Lisboa, hubo de enviar a Pedro Ruiz Sarmiento, que era el adelantado mayor de Galicia, para intentar cerrar «la brecha» que habían abierto los hombres del maestre de Avis y que podía convertirse en un serio peligro para los sitiadores.
Suárez Fernández señaló que ya en estos momentos los «consejeros castellanos» de Juan I empezaron a dudar del éxito en conseguir tomar Lisboa, ya que, aunque la capital portuguesa no dispusiera de recios muros, era una ciudad «fuerte» e importante y defendida por algunos bastiones situados en torno suyo que podían asegurar su supervivencia. Y por otra parte esos consejeros tampoco sabían si el bloqueo marítimo de Lisboa, que no fue totalmente efectivo hasta el 26 de mayo de 1384, podría mantenerse indefinidamente, ya que para mantener al ejército y a la flota eran imprescindibles gruesas sumas de dinero.

En esos momentos el maestre de Avis ya disponía de una flota, compuesta por siete naos, una galeota y trece galeras, que había sido enviada a Oporto y con la que intentó, como señaló Suárez Fernández, hacer «buenas presas» y debilitar a la flota castellana que bloqueaba Lisboa. Y al mismo tiempo la peste ya estaba comenzando a causar estragos entre los castellanos, siendo uno de los primeros en morir el maestre de la Orden de Santiago, Pedro Fernández Cabeza de Vaca, al que Luis Suárez Fernández elogió y calificó de «valiente».

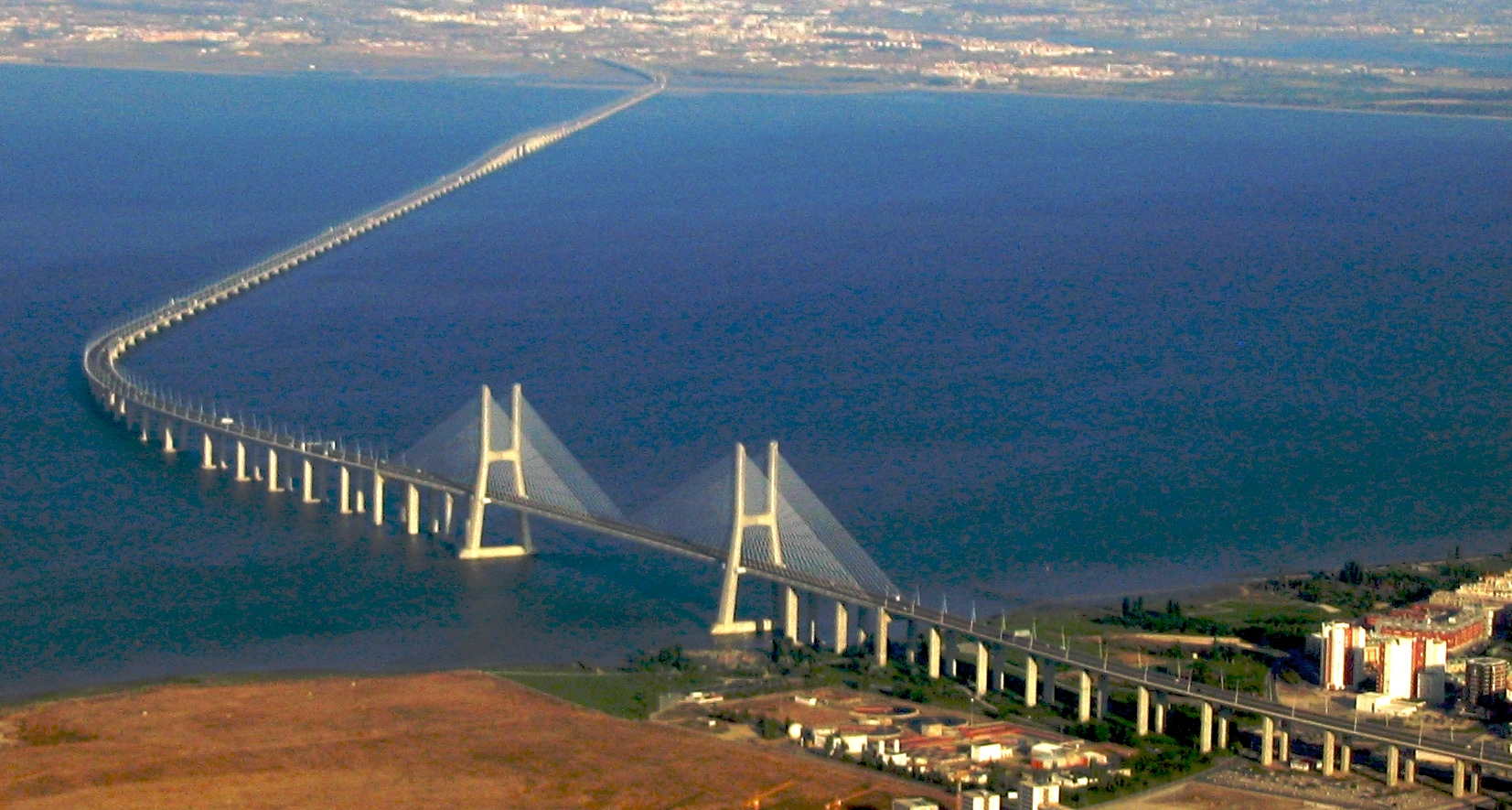
El puente Vasco de Gama en el Mar de la Paja. (Lisboa).

El asedio de Lisboa, que fue considerado como «duro, terco, tenaz e insensato» por Suárez Fernández, prosiguió adelante, y tras haberse apoderado de las localidades de Torres Vedras, Alenquer y Óbidos, situadas cerca de Lisboa, los castellanos desplegaron sus campamentos ante la capital portuguesa y cortaron todas sus comunicaciones por tierra firme, aunque todavía no intentaron tomar por asalto la ciudad. Y al mismo tiempo al arzobispo de Santiago de Compostela, Juan García Manrique, se le encomendó la conquista de la ciudad de Oporto, que no pudo tomar, ya que allí se había reunido un poderoso ejército al mando de Arias Gómez de Silva, que controlaba la ciudad de Guimarães, y del arzobispo de Braga, que «se titulaba» primado de las Españas. Y con la derrota de los castellanos ante la fortaleza de «Fronteira» y al intentar conquistar Évora, Coímbra y Oporto la situación de Juan I de Castilla comenzó a ser desesperada, ya que, como señaló Suárez Fernández:

Si (Juan I de Castilla) no conseguía la capitulación de Lisboa todo el bando que aún confiaba en él, se vendría abajo. Cada día eran más los convencidos de que el maestre de Avis podía alcanzar la victoria.

El 26 de mayo de 1384 los castellanos asaltaron por primera vez las murallas lisboetas por la puerta de San Agustín, y al mismo tiempo la flota castellana consiguió finalmente el completo control del Mar de la Paja, situado frente a Lisboa. Las murallas de la ciudad fueron atravesadas, sus defensores se alejaron «un tanto» de la brecha y Juan I de Castilla se instaló en un convento de monjas de las afueras de la ciudad, pero las escaramuzas en torno a Lisboa dieron paso a una guerra de posiciones que no hizo sino dejar bien patente el deseo de resistir de los lisboetas, al tiempo que entre los sitiadores se extendía una epidemia de peste que diezmó sus filas, debido a la escasa salubridad y a las altas temperaturas veraniegas. Y como las tropas castellanas no dominaban la línea fronteriza del río Mondego, tuvieron que reforzar su dominio sobre la línea del río Tajo a través de Santarém y Tomar para poder llegar hasta Cáceres, que se convirtió en su base principal en la retaguardia en lugar de Salamanca, como había sido tradicional hasta entonces.

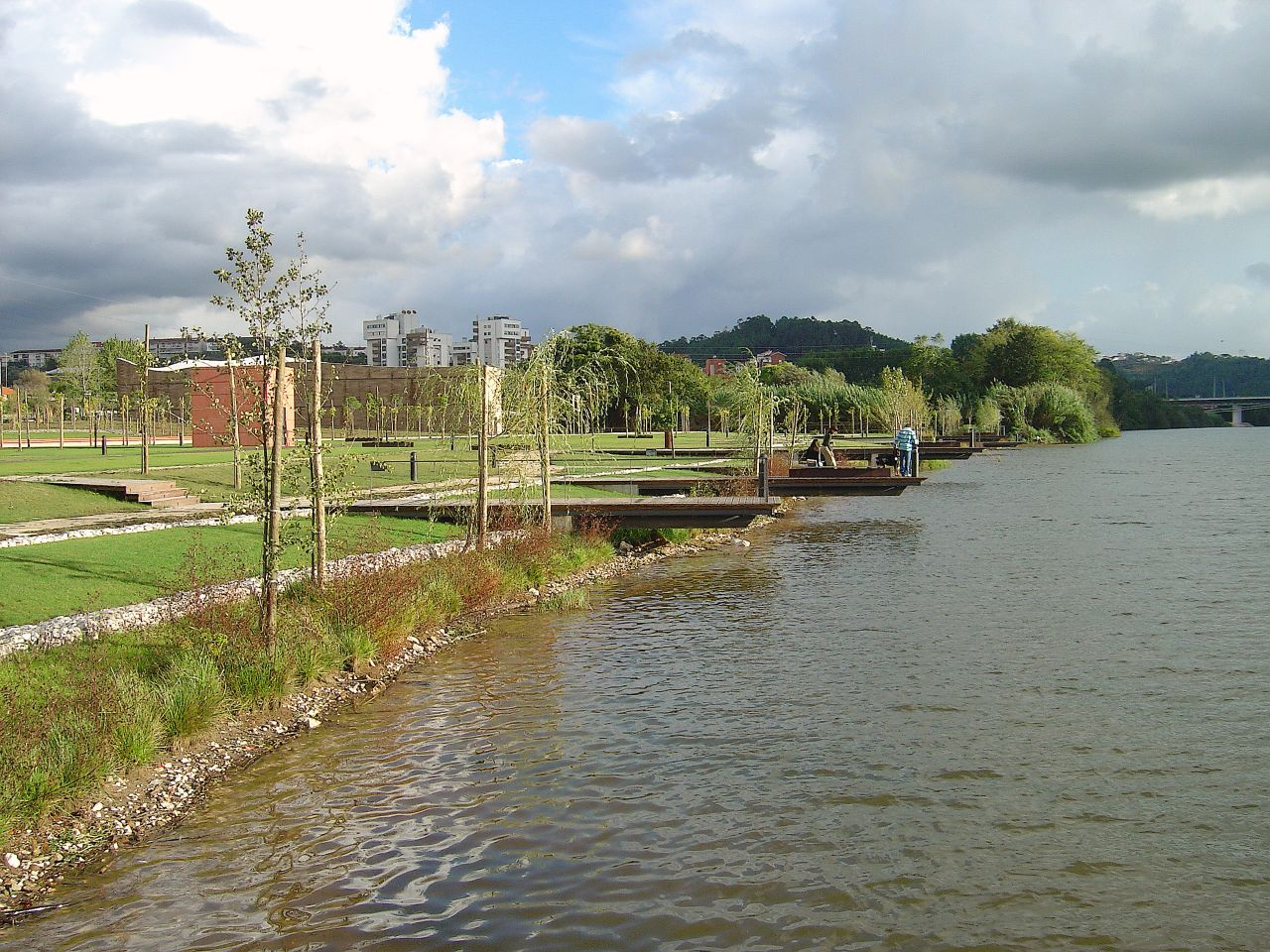
El río Mondegó a su paso por Coímbra.

Los lisboetas comenzaban a padecer los efectos del hambre, y entre los sitiadores se extendía la peste, por lo que la clave del asedio pasó a ser, como señaló Suárez Fernández, quiénes podrían resistir durante «más tiempo». Las murallas de Lisboa, que habían sido reconstruidas rápidamente por los portugueses tras el asedio castellano de 1373, fueron reforzadas y cada una de sus 77 torres se convirtió en un bastión autosuficiente que en caso necesario tendría que resistir independientemente de las demás. Y los defensores de la ciudad colocaron estacas en las playas de la ciudad para impedir un posible desembarco de los castellanos, que a su vez colocaron cadenas entre las orillas del Mar de la Paja o Estuario del Tajo para impedir el acceso marítimo a Lisboa, provocando con ello que los burladores del bloqueo «apenas» pudieron socorrer a los sitiados.
Los lisboetas estaban firmemente convencidos de que el éxito en la defensa de su capital dependía de que la flota del maestre de Avis pudiera abastecerles por mar, pues a pesar de que en su opinión la ciudad no podría ser tomada por asalto sí que podría tener que rendirse por causa del hambre. Y poco después el maestre de Avis consiguió apoderarse de Coímbra, Vila Viçosa, Ourém (Portugal) y Tomar, y dificultó con ello aún más las comunicaciones entre el ejército que asediaba Lisboa y el reino de Castilla, desde donde los sitiadores debían recibir los refuerzos y pertrechos necesarios. Sin embargo, tanto a los sitiadores como a los sitiados les urgía la escasez de tiempo, y el maestre de Avis, como último y definitivo intento desesperado, reunió en Oporto diecisiete naves pesadas y otras tantas galeras de guerra destinadas a escoltarlas que deberían intentar romper el bloqueo y aprovisionar a los sitiados.

La flota reunida en Oporto, y por deseo del maestre de Avis, fue comandada teóricamente por el conde Gonzalo Téllez, que era hermano de la reina Leonor Téllez de Meneses, aunque el conde confió el mando de la escuadra al marino portugués Ruy Pereira debido a su gran experiencia. Y aunque el tamaño de las flotas que se iban a enfrentar era similar, los castellanos poseían una clara ventaja, como señaló Suárez Fernández, en técnica y en veteranía, y conviene señalar que los dos hermanos del conde Pedro Enríquez de Castilla, llamados Alfonso, formaron parte de la flota, aunque el conde Pedro no se embarcó al final y permaneció en el norte de Portugal tras haber sido herido en un torneo por uno de sus hermanos. Y Suárez Fernández subrayó que esa fue la primera vez en que Alfonso Enríquez, futuro almirante de Castilla y progenitor de los almirantes de la familia Enríquez, puso los pies sobre «el puente de una embarcación».

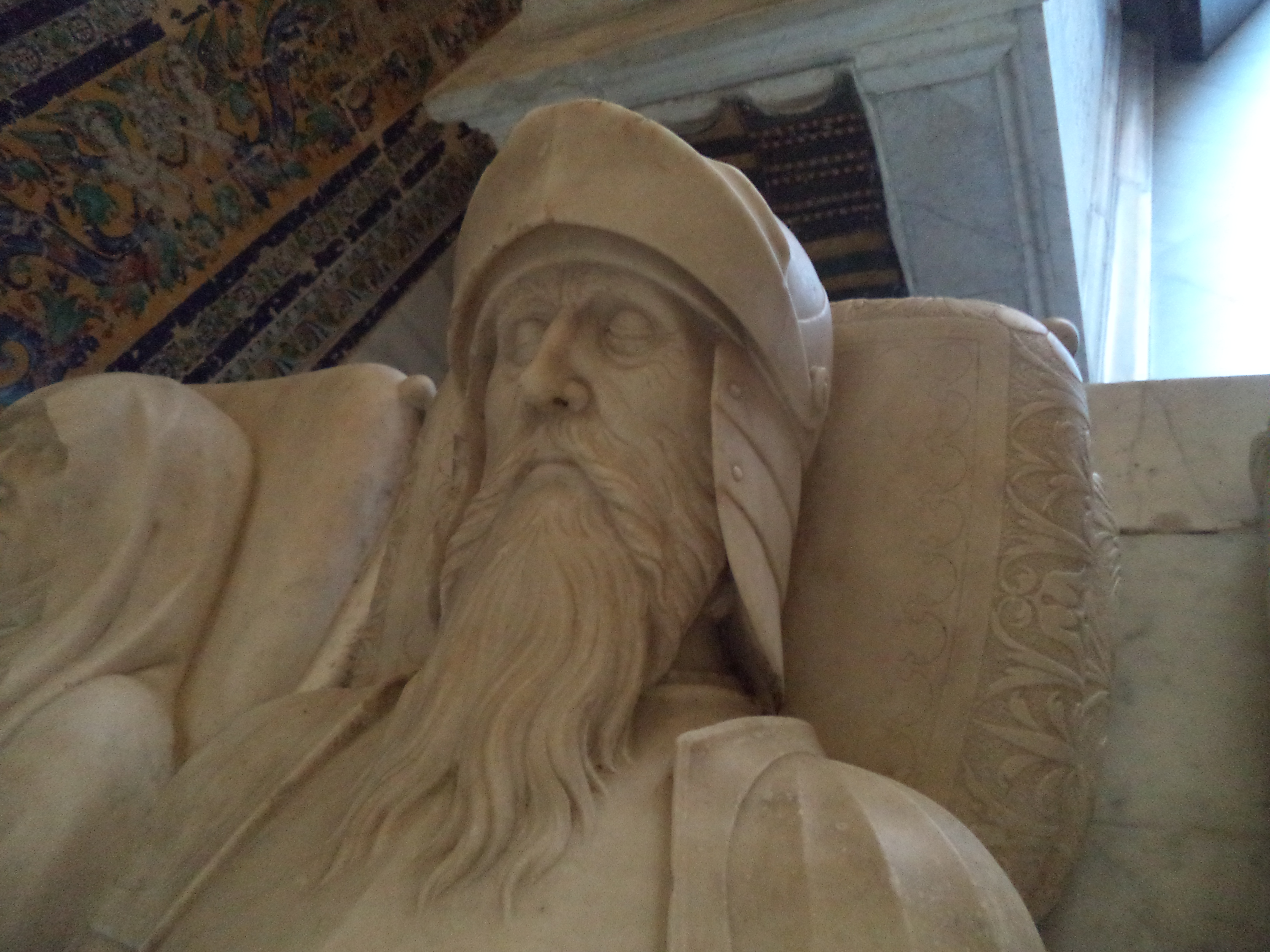
Sepulcro de Per Afán de Ribera el Viejo. (Cartuja de Sevilla).

Entre los capitanes de la flota castellana surgieron graves discrepancias en cuanto a la táctica que debían seguir para hacer frente a los portugueses, ya que el jefe supremo de la flota, Per Afán de Ribera el Viejo, que tenía una «mentalidad de soldado de tierra», en palabras de Suárez Fernández, opinó que era mejor cumplir fielmente las órdenes que habían recibido y aguardar a las naves portuguesas en la línea de bloqueo. Pero el veterano y experimentado almirante Fernando Sánchez de Tovar, que había obtenido numerosas victorias navales en otros reinos, creía que era preferible salir a buscar al enemigo para aniquilar completamente su flota o dispersarla en mar abierto.
Ruy Pereira ordenó que las naves portuguesas deberían avanzar hacia Lisboa en tres grandes grupos. Y en la vanguardia se situarían cinco naos cargadas, donde viajaría el propio Ruy Pereira, y detrás las diecisiete galeras que actuaban de escolta, siendo las últimas las doce naos restantes, que eran la clave de la expedición de socorro para los sitiados en Lisboa. Y el lunes 18 de julio de 1384 se libró la batalla naval entre ambas flotas que fue descrita del siguiente modo por Suárez Fernández:

Se trataba de atraer al enemigo hacia esa vanguardia preparada para el sacrificio, emprendiendo después el choque abierto de las dos formaciones de galeras. Ganado el tiempo necesario, las doce naos (que eran las que verdaderamente importaban) con sus pertrechos, resbalarían a lo largo de la costa hasta ponerse a seguro.

El plan de los portugueses tuvo éxito, y aunque el marino Ruy Pereira perdió la vida en el combate, la flota consiguió aprovisionar Lisboa. Sin embargo, las galeras salidas de Oporto fueron casi totalmente aniquiladas, ya que de las diecisiete sólo se salvaron cuatro y gracias a una empalizada que previsoramente se había levantado. Y aunque en teoría la flota castellana resultó vencedora y quedó constancia de su superioridad, Juan I de Castilla achacó la derrota a que no habían salido de Sevilla todas las naves que había solicitado y también a que la flota castellana que boqueaba Lisboa había relajado su vigilancia sobre la parte sur del Mar de la Paja.

Dos semanas después, el 1 de agosto de 1384, el monarca castellano conquistó la localidad de Almada, situada junto a Lisboa, y capturó al magnate portugués Diego López Pacheco, que tiempo después se integraría entre la alta nobleza castellana y que fue canjeado en aquellos momentos por Juan Ramírez de Arellano el Mozo, prisionero de los portugueses y heredero del señorío de los Cameros. Y hay constancia de que Juan I de Castilla y su esposa, la reina Beatriz, fueron personalmente a tomar posesión de Almada.

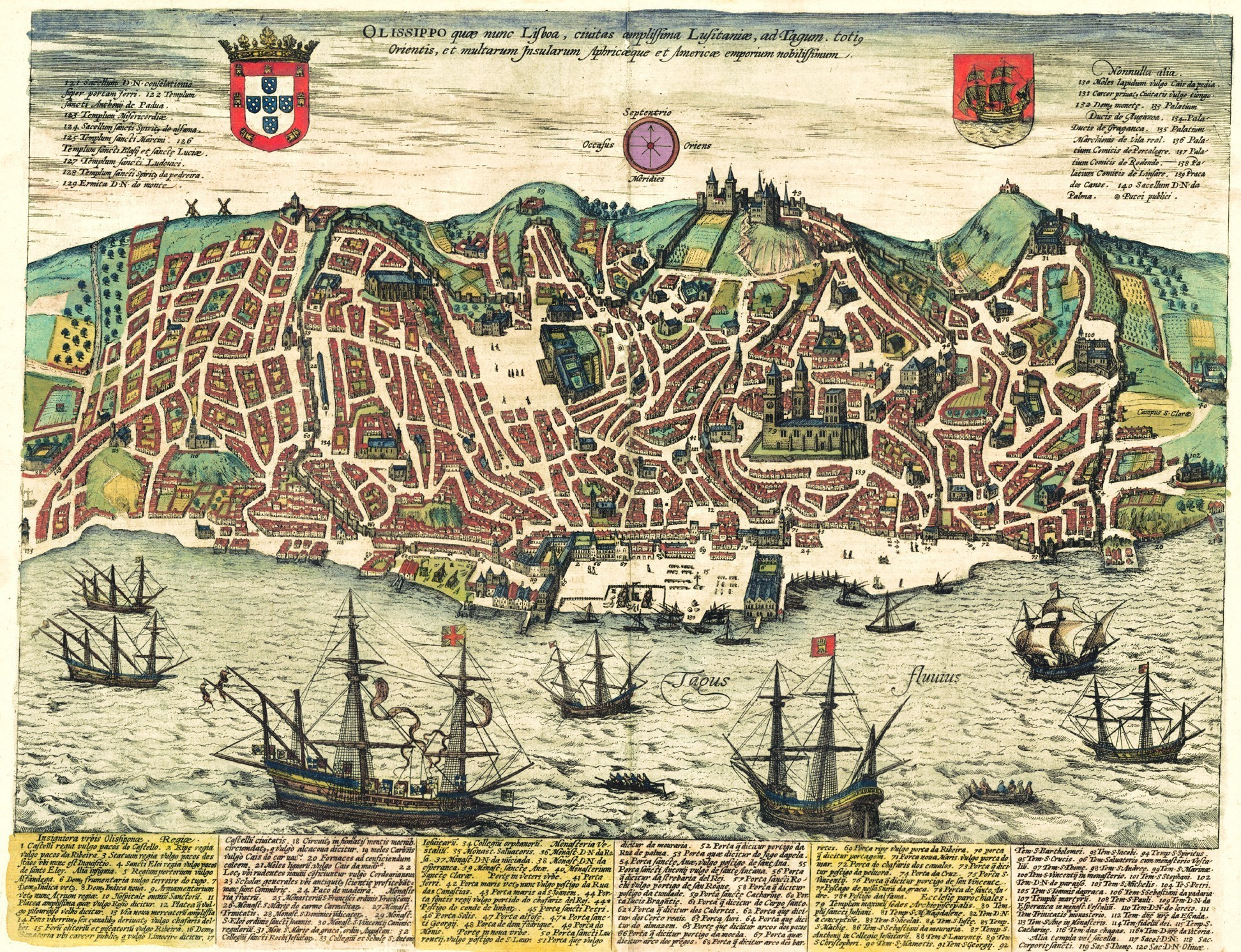
La ciudad de Lisboa en 1598.

Sin embargo, el sitio de Lisboa se acercaba a su fin, como presentían tanto sitiados como sitiadores, ya que la peste seguía causando estragos entre las filas castellanas. Y aunque Juan I de Castilla se negaba a admitir la derrota, y quizá porque había entendido «muy bien», como señaló Suárez Fernández, la trampa mortal en la que había caído su ejército, sí comprendió que si levantaba el asedio muchos de los lugares o fortalezas que aún obedecían sus órdenes traspasarían su lealtad al maestre de Avis, y por otra parte que si persistía en su intento de tomar Lisboa lo que quedaba de su ejército podría ser aniquilado.
Suárez Fernández afirmó que nadie osó hablar al monarca castellano de la conveniencia de levantar el asedio, aunque señaló que el infante Carlos de Navarra, que era hijo de Carlos II de Navarra y llegaría a reinar como Carlos III en dicho reino, supo hallar un modo apropiado para aconsejar al monarca castellano al indicarle que «más allá de la voluntad de los hombres está la voluntad de Dios y es vano pretender oponerse a ella cuando en sus altos decretos, algo tiene ya decidido», con lo que consiguió persuadir a Juan I de Castilla de la inutilidad de sus esfuerzos.
No obstante, antes de levantar el asedio Juan I de Castilla quiso hacer dos supremos esfuerzos en diferentes sentidos, ya que por una parte envió a Pedro Fernández de Velasco, que era su camarero mayor, para que negociara con el maestre de Avis y consiguiera mantener o «salvar» los derechos al trono lusitano de su esposa, la reina Beatriz de Portugal, aunque fracasó. Y, por otra parte, el 27 de agosto de 1384 los castellanos lanzaron una ofensiva combinada por tierra y mar para tomar por asalto la ciudad de Lisboa, aunque no tuvieron éxito al igual que en ocasiones anteriores, por lo que el 3 de septiembre de 1384 Juan I de Castilla ordenó la retirada de sus tropas y levantó el asedio.

## Consecuencias

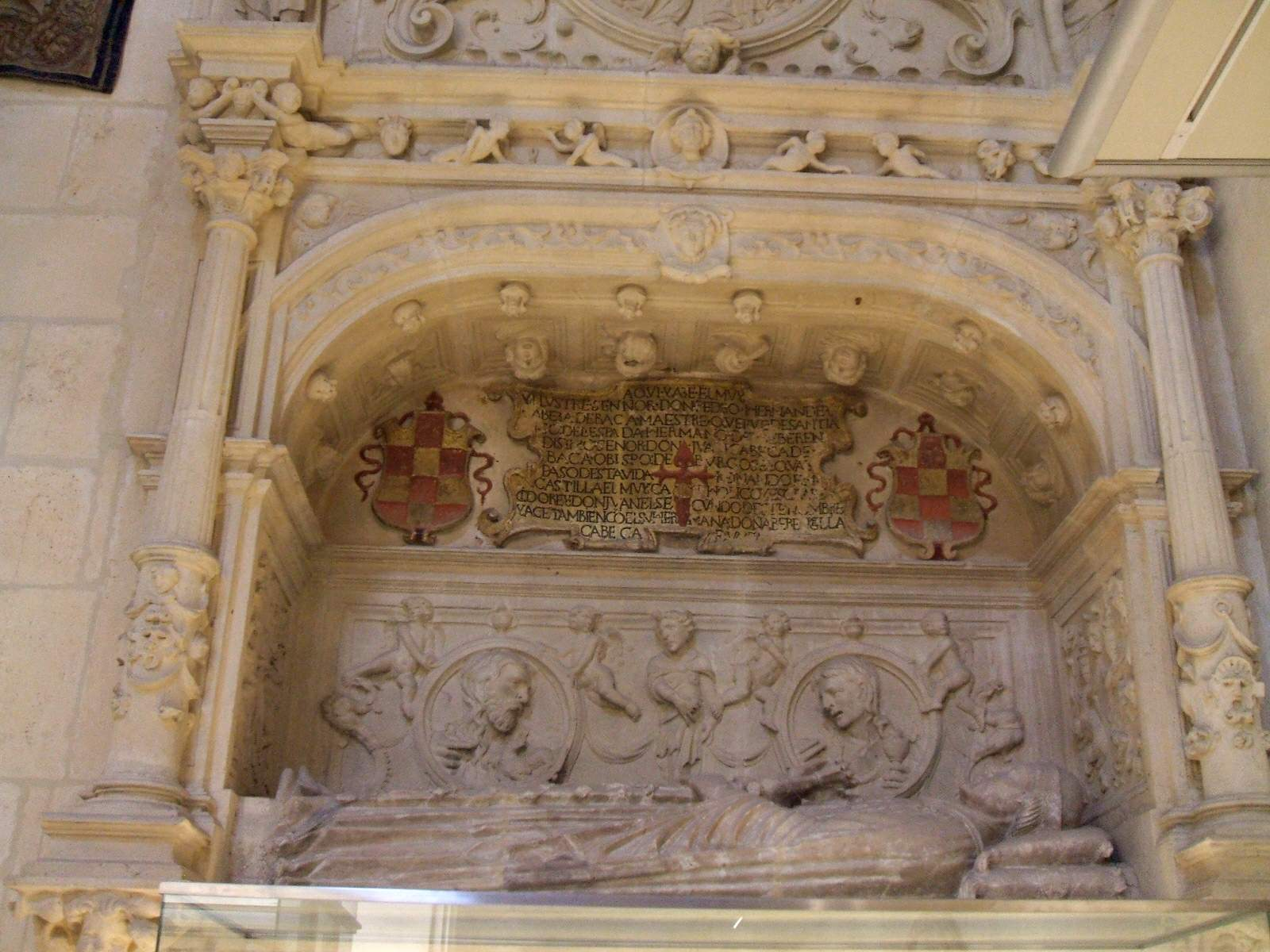
Sepulcro de Pedro Fernández Cabeza de Vaca, maestre de la Orden de Santiago. (Catedral de Burgos).

Juan I de Castilla comunicó poco después a las principales ciudades de Castilla que los que le acompañaban en el asedio le habían indicado que no era conveniente «tentar a Dios» más de lo que ya lo habían hecho al poner en tan grave peligro no sólo la persona del rey sino la de sus hombres. Y el ejército castellano en retirada, con sus «enfermos y muertos», se dirigió a Torres Vedras y desde allí a Santarém, aunque antes de retirarse quemaron sus campamentos ante Lisboa para que sus enemigos no se apoderaran de los bienes y pertrechos abandonados. Y con ello, como aseguró Suárez Fernández, proporcionaron a los lisboetas, aunque sin pretenderlo, una valiosa ayuda, ya que «el fuego» era considerada la mejor arma para poner fin a una epidemia de peste.
Tres maestres de la Orden de Santiago perecieron a causa de la peste durante el asedio de Lisboa, siendo el primero de ellos Pedro Fernández Cabeza de Vaca, posteriormente Rodrigo González Mejía, y por último Fernando Alfonso de Valencia, que era bisnieto de los reyes Alfonso X y Sancho IV de Castilla y había sido leal al maestre de Avis hasta poco antes de morir.
Y conviene señalar que tras la muerte de Rodrigo González Mejía, cuya elección como maestre no había sido canónica, Fernando Alfonso de Valencia fue elegido para sucederle en el maestrazgo y con ese título es nombrado expresamente en el capítulo CXLIX de la Chronica de El-Rei D. João I, aunque su nombre no figura ni en la lista oficial de los maestres de dicha Orden consignada por Francisco de Rades y Andrada ni tampoco en la lista de los maestres de dicha Orden mencionada por el historiador Carlos de Ayala Martínez. Y en el capítulo CXLIX de la Chronica de El-Rei D. João I se menciona la muerte de los tres maestres antes mencionados y la de otros muchos nobles que perdieron la vida durante el sitio a causa de la peste:

E não embargando que d'antes assaz morresse, começou de se atear a peste tão bravamente em elles, assim por mar, como por terra, que dia havia que morriam cento e cincoenta e duzentas, assim mais e menos, como se acertava, de guisa que o mais do dia eram os do arraial occupados em enterrar seus mortos. Assim que era espanto de vêr aos que o padeciam, e estranho de ouvir aos que eram cercados. Ca do dia que falleceu de trama o mestre de Santiago D. Pedro Fernandes Cabeça de Vaca até esta sezáo, morreram mais de dois mil homens de armas dos melhores que el-rei de Castella tinha, afora muitos capitães que nomear não podemos, pêro a alguns diremos seus nomes, assim como de Ruy Gonçalves Mexias, a que el-rei deu o mestrado depois da morte de D. Pedro Fernandes, e D. Pedro Fernandes do Sandoval, commendador-mór, que cuidou de ser mestre, e Pêro Fernandes de Valhasco, camareiro-mór d'el-rei D. Pedro, Fernão Sanches de Toar, seu almirante mór, e Fernão d'Alvares de Toledo, mariscai de Castella, e Pêro Rodrigues Sarmento, adiantado em Galliza, e D. Pedro Nunes de Lara, conde de Maiorcas, que pouco havia que cazara, como ouvistes, e D. João Affonso de Benavides, e D. Fernando Affonso de Samora, mestre de Santiago, e com este foram três Mestres...

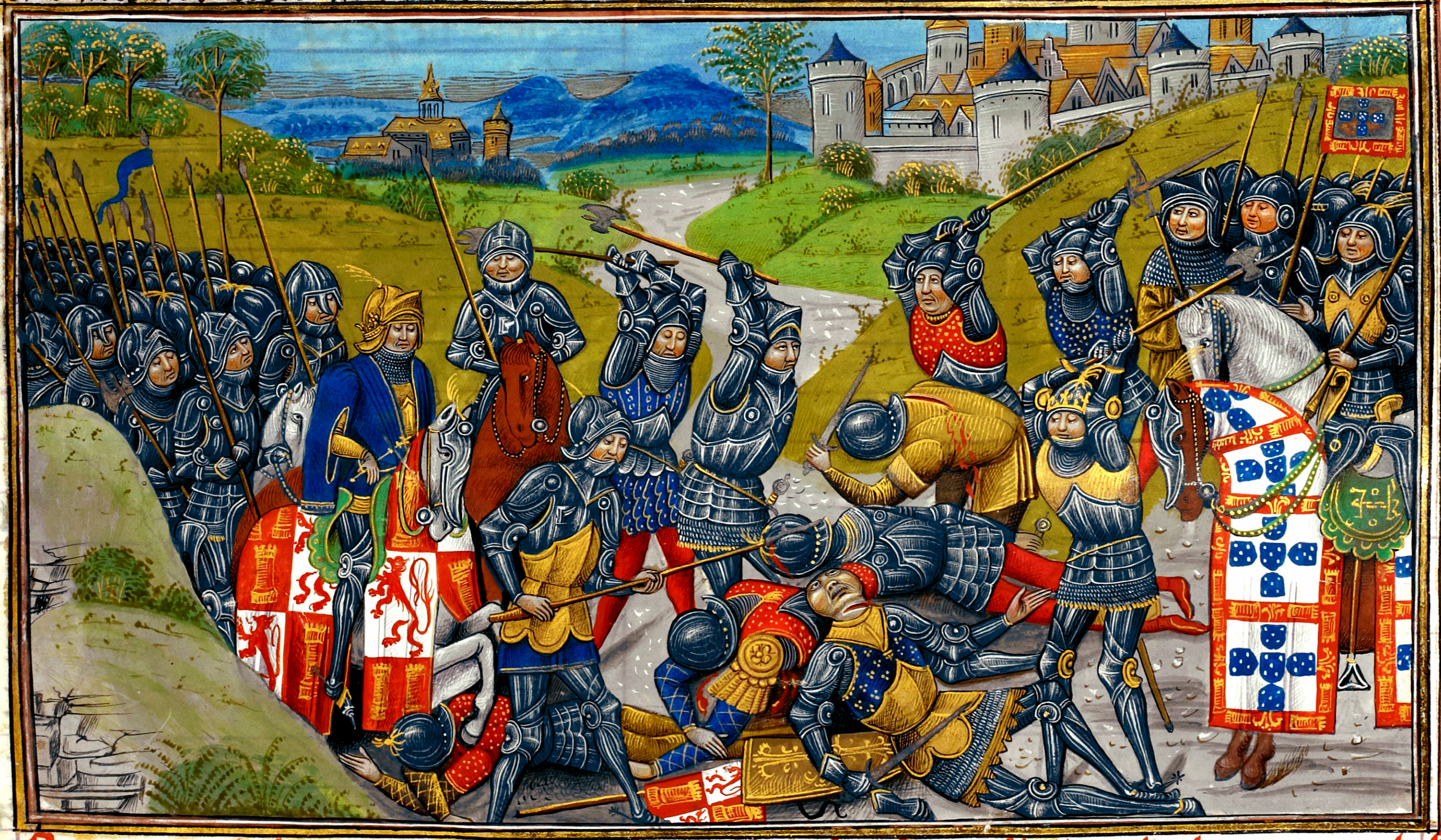
Miniatura medieval que representa la batalla de Aljubarrota, librada en 1385.

También murieron a causa de la peste durante el asedio el marino Fernando Sánchez de Tovar, el camarero mayor del rey, Pedro Fernández de Velasco, el adelantado mayor de Galicia, Pedro Ruiz Sarmiento, el conde de Mayorga, Pedro de Lara, que era el último miembro superviviente de la antigua Casa de Lara, Fernán Álvarez de Toledo, Alonso Fernández Portocarrero, Lope Ochoa de Avellaneda y Juan Martínez de Rojas, que era uno de los hombres de confianza del monarca castellano en su Consejo Real.